# Пужеви
Пужеви (лат. Gastropoda) најбројнија су класа мекушаца са око 45.000 врста. Постоји око 30.000 савремених врста, као и око 15.000 изумрлих. Фосилна историја групе је веома богата и дуга - најранији налази потичу из касног камбријума (ранокамбријски родови попут Helcionella и Scenella више се не сматрају припадницима ове класе), а филогенију пужева карактерише интензивна адаптивна радијација.
Данас су пужеви присутни у скоро свим типовима станишта и екосистема (и воденим и сувоземним), и ако се овај податак узме у обзир могу се с пуним правом назвати најуспешнијом класом мекушаца. Морски пужеви (више од две трећине врста) су се прилагодили животу на свим типовима дна, а постоје и успешни пелагични облици, населили су слатке воде, док су Pulmonata и још неке мање групе населиле копно захваљујући анатомским адаптацијама.
Познати представници ове класе су : 
- прилепак,
- барски пуж,
- виноградски пуж,
- пужеви голаћи, који су без љуштуре – лимакс (Limax) и арион (Arion).

## Грађа
На телу пужева разликују се сви телесни региони карактеристични за мекушце. У односу на генерализован модел претка мекушаца, еволуцију пужева и њихову садашњу морфологију/анатомију карактеришу четири велике промене:
1. постанак главе
2. дорзовентрално издуживање тела
3. преобликовање љуштуре
4. торзија

Глава пужа је јасно одвојена од стопала и на њој се налазе:
- усни отвор,
- очи (у виду простих оцела, или сложене очију са сочивима) и
- један или два пара пипака (тентакула)

Стопало и љуштура су претрпели процес спиралног увијања (торзија) услед чега су пужеви изгубили билатералну симетрију. Стопало је мускулозни локомоторни део тела пужева и омогућава различите видове кретања — од пузања до пливања. Задебљали задњи део стопала — оперкулум, служи за затварање отвора љуштуре приликом увлачења стопала у њу.
Пужеви се хране биљном, животињском храном, детритусом, а постоје и врсте које се хране филтрирајућим начином. Дигестивни систем код пужева почиње устима у којима се налази радула (која је својом грађом прилагођена типу исхране). Постоји једна велика акцесорна жлезда - хепатопанкреас (која врши функције и јетре и панкреаса), као и низ мањих акцесорних жлезди.
Крвни систем је отвореног типа. Срце се састоји од преткоморе (atrium) и коморе (ventriculum).
Респираторни органи водених група су шкрге. Код копнених пужева су уместо шкрга развијена плућа. Плаштана дупља има улогу респираторне дупље код свих пужева.
Нервни систем је ганглионеран, са ганглијама распоређеним по целом телу. У најпримитивнијем ступњу развоја нервног система пужева, присутне су (у пару) букалне (уснене), церебралне, плеуралне, педалне, паријеталне (супрапаријетална и инфрапаријетална) и висцералне ганглије. Током филогеније долази до концентрисања нервних маса.
Пужеви су хермафродити, а полне улоге су временски раздвојене. Стога се оплођење врши између различитих јединки (види слику копулације пужева). Развиће морских пужева одвија се метаморфозом преко трохофоре и велигер ларве. Љуштура ларви назива се протоконх. Код копнених група развиће је директно.
- Виноградски пуж: глава, стопало, љуштура
- Виноградски пуж — доња страна
- Глава пужа: тентакуле са оцелама
- Пуж на кори дрвета, види се слузав траг који остаје иза њега
- Копулација
- Пужеви
- Виноградски пуж (Србија)

## Значај пужева
Пужеви су као храна месоједим организмима веома значајна карика у ланцу исхране. Понегде се користе и у људској исхрани и са тим циљем гаје (хеликокултура). Неке врсте голаћа су важни опрашивачи биљака.
Морски пужеви рода Murex су се од давнина користили за добијање пурпурне боје (којом су се, нпр, означавале сенаторске тоге у Старом Риму). Оперкулуми неких врста, као и читаве љуштуре, су се у Океанији користили као средство плаћања.
Већина пољопривредника сматра пужеве штетним услед њихове исхране баштенским биљкама.

## Макрокласификација класе
По традиционалним системима класификације, класа се дели на четири поткласе:
- — пужеви са шкргама испред срца
- — шкрге се налазе десно и иза срца
- — не поседују љуштуру
- — пужеви са плућима

По новијим системима, који се базирају на монофилетским групама, класа се дели на две поткласе:
- поткласа
- поткласа

## Пужеви у уметности
Од самих почетака људске уметности, инспирација за многобројне орнаменте је пронађена у љуштурама пужева, а и сам мотив пужа је цењен и чест у римским мозаицима. Пужеви у уметности често представљају и симбол неког спорог догађаја, или спорог доношења одлука.
- из књиге „Комична историја Рима“ (уредник: Gilbert Abbott A Beckett)
- аутор: Thomas Nast (Harpers Magazine, издање 24.11.1877)